# Leen Bakker

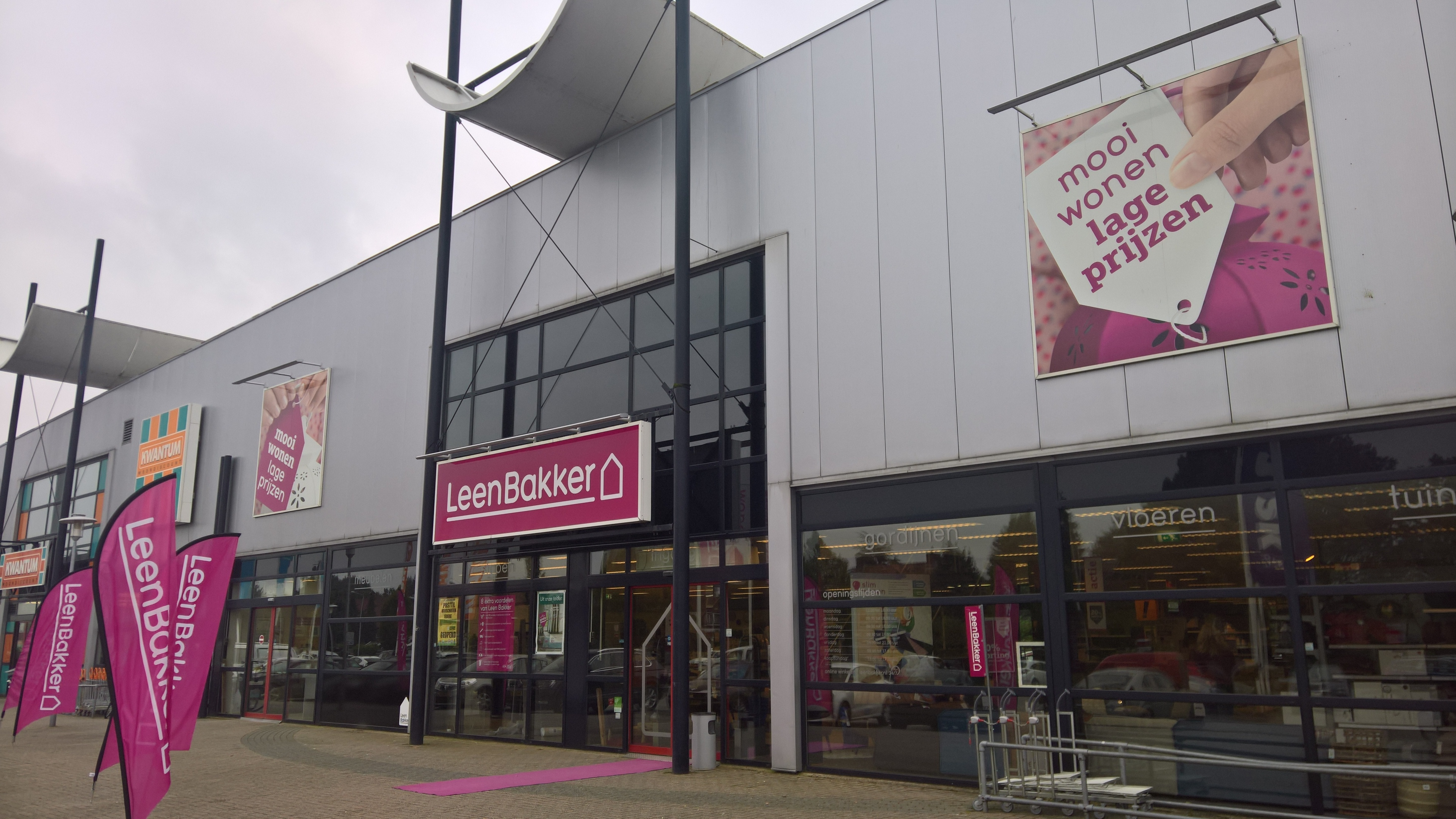
Un magasin Leen Bakker à Winschoten en province de Groningue en 2017.

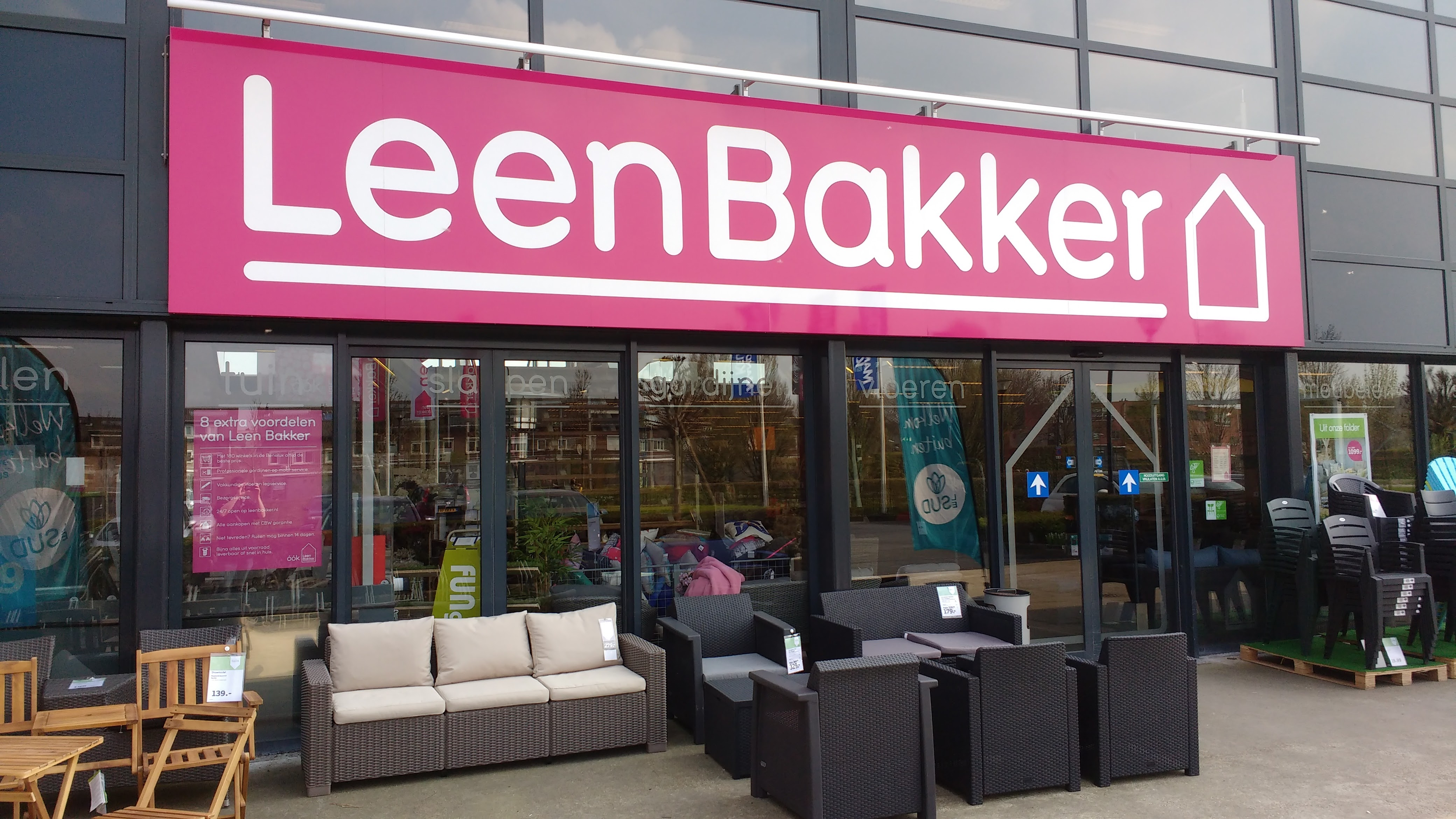
Un magasin Leen Bakker à Woerden, en province d'Utrecht en 2016.

Leen Bakker est une chaîne de magasins néerlandaise créée en 1918 spécialisée principalement dans l'ameublement, la décoration de la maison ainsi que l'habillage de la fenêtre (stores et tenture). 
Son siège se trouve à Schoten pour la Belgique, et Raamsdonksveer pour les Pays-Bas.
L'enseigne compte aujourd'hui environ 180 magasins répartis aux Pays-Bas, en Belgique et aux Antilles néerlandaises, précédemment au Luxembourg (Mersch et Foetz) et en France (Jouy-aux-Arches, Terville). Les magasins Leen Bakker se situent le plus souvent à la périphérie des villes.

## Histoire
En 1918, Cornelis Bakker ouvrit un magasin à Rotterdam offrant entre autres des fils textiles et de tissus. En 1953, son fils, Leen Bakker crée la base d'un tout nouveau concept de magasins pour les Pays-Bas qui portera son nom. 
L'entreprise passe dans les années 1950 au concept actuel et sera ensuite dirigée par Arie Bakker (le fils de Leen Bakker). En 1988, l'enseigne Leen Bakker a été rachetée par le groupe Blokker Holding.

## Identité visuelle

### Logotype

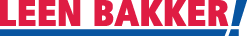
Logo de Leen Bakker de 2013 à 2015
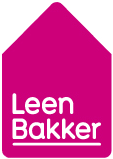
Logo de Leen Bakker depuis 2015

## Implantations
| Pays     | Nombre de magasins |
| -------- | ------------------ |
| Pays-Bas | 113                |
| Belgique | 61                 |
| Aruba    | 1                  |
| Bonaire  | 1                  |
| Curaçao  | 1                  |